# Uzbecka Socjalistyczna Republika Radziecka
Uzbecka Socjalistyczna Republika Radziecka, Uzbecka SRR, radziecki Uzbekistan (ros. Узбекская Советская Социалистическая Республика, uzb. Ўзбекистон Совет Социалистик Республикаси) – jedna z republik związkowych ZSRR. 
Po ustanowieniu władzy radzieckiej terytorium kraju weszło w skład Turkiestańskiej Autonomicznej Socjalistycznej Republiki Radzieckiej (w składzie Rosyjskiej Federacyjnej Socjalistycznej Republiki Radzieckiej). 
Od 13 maja 1925 r. Uzbecka SRR jako pełnoprawna republika ZSRR, pozostała w jego składzie do 26 grudnia 1991 r., kiedy to uzyskała niepodległość jako Republika Uzbekistanu.

## Republiki autonomiczne
14 października 1924 r. na części terytorium Uzbeckiej SRR utworzono Tadżycką Autonomiczną Socjalistyczną Republikę Radziecką, która w 1929 r. została ostatecznie odłączona od Uzbeckiej SRR i weszła w skład ZSRR jako Tadżycka Socjalistyczna Republika Radziecka. 
W 1936 r. do Uzbeckiej SRR przyłączono powstałą w 1932 r. w ramach Rosyjskiej FSRR Karakałpacką Autonomiczną Socjalistyczną Republikę Radziecką.

## Przywódcy kraju
Faktycznymi przywódcami Uzbeckiej SRR byli pierwsi sekretarze Komunistycznej Partii Uzbekistanu:
- Nikołaj Gikało (1929)
- Akmal Ikramow (1929–1937)
- Usmon Yusupov (1937–1950)
- Amin Niyozov (1950–1955)
- Nuriddin Muhitdinov (1955–1957)
- Sobir Kamolov (1957–1959)
- Sharof Rashidov (1959–1983)
- Inomjon Usmonxoʻjayev (1983–1988)
- Rafiq Nishonov (1988–1989)
- Islom Karimov (1989–1991)